# 早川隆久
早川 隆久（はやかわ たかひさ、1998年7月6日 - ）は、千葉県山武郡横芝町（現：横芝光町）出身のプロ野球選手（投手）。左投左打。東北楽天ゴールデンイーグルス所属。

## 経歴

### プロ入り前
横芝町立上堺小学校1年生のときに「上堺ソフトボールクラブ」でソフトボールを始め、横芝光町立横芝中学校では軟式野球部に所属。軟式野球部の2学年上に伊藤将司がいる。
木更津総合高等学校に進学し、1年夏は肘を痛めて外野手として出場した。1年秋から背番号10を背負い投手に復帰。1学年上に鈴木健矢がおり、自身が先発して終盤に鈴木に繋ぐ継投策で秋季大会を勝ち上がり、2年春の第87回選抜高等学校野球大会に出場。岡山理大附との1回戦に先発し、7回3失点で勝利投手となった。2回戦で堀内謙伍、鈴木将平擁する静岡と対戦。先発したが6回途中4失点で、チームも敗れた。2年秋から背番号1を背負い、千葉県大会と関東大会で優勝し、3年春の第88回選抜高等学校野球大会に出場。札幌第一との1回戦で1失点完投勝利。2回戦で高山優希擁する大阪桐蔭と対戦し、2試合連続の1失点完投勝利でベスト8に進出。準々決勝では九鬼隆平、松尾大河、田浦文丸擁する秀岳館と対戦。8回まで無失点に抑えたが、1点リードの9回裏に連続で適時打を打たれ逆転サヨナラ負けを喫した。3年夏の千葉大会の準々決勝では東海大市原望洋と対戦。金久保優斗、島孝明のリレー相手に5安打完封で1-0で勝利した。同大会を優勝し、第98回全国高等学校野球選手権大会に出場する。唐津商業との初戦 (2回戦) では2安打完封で勝利。3回戦で堀瑞輝擁する広島新庄と対戦し、2試合連続となる完封勝利で、春に続いてベスト8に進出した。準々決勝では今井達也、入江大生擁する作新学院と対戦。序盤に入江らに2本の本塁打を許し3失点するもその後は無失点に抑えたが、打線が相手エースの今井に1点に抑え込まれ敗戦した。大会後はU18 アジア選手権の日本代表に選出され、セミファイナルラウンドの中国戦に登板した。
その後早稲田大学に進学し、1年春からリーグ戦に登板。3年春からエースに成長し、秋の日米大学野球選手権大会に選出され、最優秀投手賞を受賞した。4年生となった2020年8月10日の明治大学との対戦で自己最速となる155km/hを記録。その後、9月10日にプロ志望届を提出した。4年秋の東京六大学野球リーグでは46イニングを投げ74奪三振、6勝0敗、防御率0.39の圧倒的な成績を残し、ベストナインを獲得、リーグ優勝に大きく貢献した。リーグ通算53試合、14勝12敗、218回2/3、275奪三振、防御率2.51。
2020年10月26日に行われたドラフト会議にて東京ヤクルトスワローズ、東北楽天ゴールデンイーグルス、埼玉西武ライオンズ、千葉ロッテマリーンズの4球団から1位指名を受け、抽選の結果楽天が交渉権を獲得し、11月24日に契約金1億円、年俸1600万円で仮契約を結んだ。背番号は21となった。

### 楽天時代

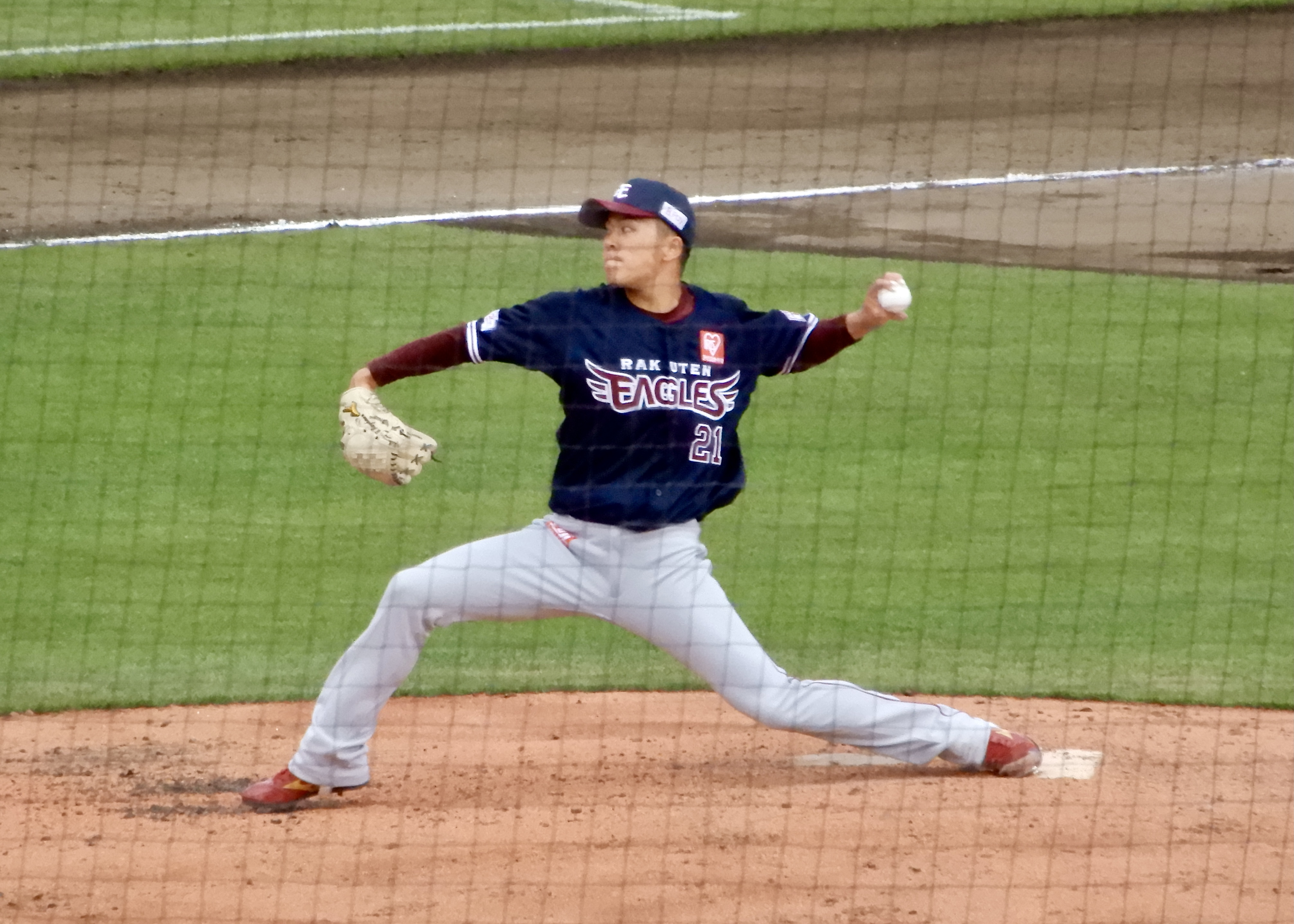
ルーキー時代
（2021年4月25日 楽天生命パーク宮城）

2021年は開幕ローテーション入りし、開幕3試合目の北海道日本ハムファイターズ戦でプロ初登板初先発となり、6回無失点の好投でプロ初勝利を挙げた。以降も一軍で先発ローテーションを回り、5月16日のオリックス・バファローズ戦では9回3安打2四球8奪三振無失点、98球でプロ初の完封勝利を挙げた。しかし、6回に捕まるケースが多く、完封勝利以降の先発登板では打ち込まれる試合が増え、6月25日に出場選手登録を抹消された。当初は最短での一軍復帰を予定していたが、そのまま一軍登板が無く前半戦を終えた。後半戦の開幕と共に先発ローテーションに再び加わるも打ち込まれる試合が続き、7試合連続で白星から遠ざかっていたが、9月14日のオリックス戦で3か月ぶりの白星となるシーズン8勝目を挙げた。シーズン最終戦では「球団新人投手では2013年則本昂大以来」「球団左腕では2011年塩見貴洋と2019年辛島航の9勝を上回り史上初」となる2桁勝利を懸け、1点ビハインドの4回表からプロ初のリリーフ登板となり、3イニングを無失点に抑えたもののチームは勝ち越せず、10勝目を挙げることはできなかった。新人王候補に名前が挙げられたものの、宮城大弥と伊藤大海は共に23試合の先発登板で規定投球回に到達し、2桁勝利を達成した一方、早川は23先発（24試合）の登板で規定に5回1/3及ばず、9勝7敗・防御率3.86という成績でルーキーイヤーを終えた。オフに2000万円増となる推定年俸3600万円で契約を更改した。
2022年も開幕ローテーション入り。前年は被打率.292・被本塁打7と苦戦した左打者への対策を講じ、開幕からの3先発では全て7回を投げきり、防御率0.86と好スタートを切った。しかし、その後の11先発で7回を投げきったのは1試合のみ。前年とは一転して右打者に打ち込まれる場面が目立ち、特に埼玉西武ライオンズの山川穂高には7月10日の対戦でシーズン4発目の被弾を許し、この試合は4回0/3を6失点でシーズン6敗目。14試合の先発登板で被本塁打12と早くも前年の被本塁打数を上回ってしまうと、コンディション不良により7月14日に出場選手登録を抹消された。8月23日に一軍へ合流し、同28日の千葉ロッテマリーンズ戦で復帰登板となったが、5回4被弾8失点で敗戦投手。その後はシーズン終了まで先発ローテーションを回ったものの、白星を挙げることはできず、この年はリーグワーストの19被弾を喫し、19試合の先発登板で5勝9敗・防御率3.86という成績にとどまった。左肘関節鏡視下クリーニング手術を受けたことが、オフの10月12日に球団から発表され、契約更改では300万円減となる推定年俸3300万円でサイン。
2023年、本人が「5月ぐらいに合流できればと考えていた」と話したように、復帰には半年を要する例が多い手術であったが、驚異的な回復力で術後4か月という早さで一軍へ合流。実戦復帰登板となった2月26日のオープン戦では1回1/3を7安打5失点であったが、実戦登板を重ねていく中で状態を上げ、開幕ローテーション入りを果たした。開幕5試合目の西武戦でシーズン初登板初先発となり、6回無失点の好投で勝利投手となった。4月26日の福岡ソフトバンクホークス戦で6回1/3を投げ、4失点（自責点1）で敗戦投手となると、翌27日に出場選手登録を抹消され、二軍での調整登板を経て5月9日のオリックス戦に先発。8回2失点と好投しながらも打線の援護が無く、自身3連敗となったが、続く同16日のソフトバンク戦でも7回無失点と好投し、シーズン2勝目を挙げた。大学4年秋以来の神宮球場での登板となった6月3日の東京ヤクルトスワローズ戦では、2回6失点の乱調で打席に立つことなく降板し、敗戦投手となったものの、同17日の読売ジャイアンツ戦では6回1失点の好投で勝利投手。また、5回表の第2打席ではファースト横へのゴロで全力疾走し、これが内野安打となりプロ初安打を記録した。続く6月25日の西武戦では、大学の2学年後輩である蛭間拓哉にプロ初本塁打を献上するなど、4回10安打5失点で敗戦投手。翌26日に出場選手登録を抹消されると、体の張りもあって一軍登板から遠ざかったが、7月25日の日本ハム戦に先発して以降は先発ローテーションを回った。しかし、8月22日の日本ハム戦で5回1/3を投げ、5失点を喫して敗戦投手となると、同29日に上半身のコンディション不良で出場選手登録を抹消された。10月5日の日本ハム戦で一軍復帰登板を果たしたが、3回3失点で降板し、この年は17試合の先発登板で6勝7敗・防御率3.44という成績であった。シーズン終了後には第2回アジアチャンピオンシップ（詳細後述）に出場し、オフに現状維持となる推定年俸3300万円で契約を更改。また、志願して11月24日から1か月間、オーストラリアのウインターリーグに参加し、同リーグでは4試合・27イニングを投げ、4勝0敗・防御率1.00を記録した。
2024年は松井裕樹がサンディエゴ・パドレスに移籍したことを受け、前年のチームで唯一規定投球回に到達した則本昂大がクローザーに転向。また、前年の開幕投手を務めた田中将大は右肘のクリーニング手術明けというチーム事情があり、自身初の開幕投手に指名された。西武との開幕戦でシーズン初登板初先発となり、7回2/3を1失点と好投したものの、打線の援護がなく敗戦投手。その後は苦しい投球が続き、開幕から4先発で1勝3敗・防御率4.26、計25回1/3を投げて被安打32という成績で4月20日に出場選手登録を抹消された。5月3日のロッテ戦で2週間ぶりの一軍先発登板を果たすと、自己最多の127球を投げきり、9回6安打2四球8奪三振1失点と力投。シーズン2勝目を自身3年ぶり2度目の完投で飾った。この試合を含めて、その後は11試合連続QS・自身6連勝と安定した投球を披露。7月30日のソフトバンク戦で6回1/3を投げ、6失点で敗戦投手となったものの、8月13日のオリックス戦では2安打2四球を与えながら、盗塁死1つと併殺打3つにより打者27人で試合を終わらせ、自身1185日ぶり2度目の完封勝利を挙げた。この年は自身初めて規定投球回に到達し、25試合の先発登板で11勝6敗・防御率2.54を記録。シーズン終了後には第3回プレミア12（詳細後述）に出場し、オフに3700万円増となる推定年俸7000万円で契約を更改した。

## 代表経歴

### 第2回アジアチャンピオンシップ
2023年10月24日、第2回アジアチャンピオンシップの日本代表に選出されたことが発表された。
1次リーグのオーストラリア戦に先発し、5イニングを完全投球の好投で勝利投手となった。

### 第3回プレミア12
2024年10月9日、第3回プレミア12の日本代表に選出されたことが発表された。
同大会では、11月17日のオープニングラウンド・キューバ戦、同23日のスーパーラウンド・台湾戦の2試合に先発したが、0勝0敗・防御率6.75という成績であった。

## 選手としての特徴
| 球種           | 配分 % | 平均球速 km/h | 被打率 |
| -------------- | ------ | ------------- | ------ |
| ストレート     | 42.2   | 144.1         | .225   |
| カットボール   | 15.9   | 137.7         | .273   |
| チェンジアップ | 13.5   | 131.4         | .198   |
| カーブ         | 11.4   | 120.5         | .311   |
| スライダー     | 09.4   | 127.9         | .246   |
| フォーク       | 07.7   | 133.7         | .269   |

ストレートを中心にカットボール・チェンジアップ・カーブ・スライダー・フォークと多彩な変化球を織り交ぜる左腕。ストレートの最速はアマチュア時代に155km/h、プロ入り後は151km/hを計測している。
武器はカットボールであり、カウント球にも勝負球にも用いる。大学2年秋に小島和哉（2学年先輩）から伝授された球種であり、プロ1年目の春季キャンプでは田中将大の教えで改良を加えている。
プロ入り後は3年連続で夏場に故障や不調があり、夏場を苦手としている。その対策を考えることを理由の一つにプロ3年目のシーズン終了後には、日本とは季節が逆であるオーストラリアのウインターリーグに参加した。この対策が成功して、2024年は自身初の規定投球回と2桁勝利を達成した。
50m走6秒4、遠投120m、握力は右58kg、左60kgの身体能力を持つ。

## 人物
愛称は「たかぴー」。
目標とする選手にダルビッシュ有、田中将大、前田健太を挙げ、球界を代表する投手になることをプロの目標としている。

## 詳細情報

### 年度別投手成績
| 年 度     | 球 団     | 登 板 | 先 発 | 完 投 | 完 封 | 無 四 球 | 勝 利 | 敗 戦 | セ 丨 ブ | ホ 丨 ル ド | 勝 率 | 打 者 | 投 球 回 | 被 安 打 | 被 本 塁 打 | 与 四 球 | 敬 遠 | 与 死 球 | 奪 三 振 | 暴 投 | ボ 丨 ク | 失 点 | 自 責 点 | 防 御 率 | W H I P |
| --------- | --------- | ----- | ----- | ----- | ----- | -------- | ----- | ----- | -------- | ----------- | ----- | ----- | -------- | -------- | ----------- | -------- | ----- | -------- | -------- | ----- | -------- | ----- | -------- | -------- | ------- |
| 2021      | 楽天      | 24    | 23    | 1     | 1     | 0        | 9     | 7     | 0        | 0           | .563  | 565   | 137.2    | 132      | 11          | 30       | 1     | 2        | 127      | 2     | 1        | 59    | 59       | 3.86     | 1.18    |
| 2022      | 楽天      | 19    | 19    | 0     | 0     | 0        | 5     | 9     | 0        | 0           | .357  | 444   | 107.1    | 105      | 19          | 23       | 0     | 3        | 86       | 0     | 0        | 48    | 46       | 3.86     | 1.19    |
| 2023      | 楽天      | 17    | 17    | 0     | 0     | 0        | 6     | 7     | 0        | 0           | .462  | 413   | 96.2     | 102      | 13          | 27       | 0     | 2        | 78       | 0     | 0        | 42    | 37       | 3.44     | 1.33    |
| 2024      | 楽天      | 25    | 25    | 2     | 1     | 0        | 11    | 6     | 0        | 0           | .647  | 690   | 170.1    | 156      | 10          | 35       | 1     | 3        | 160      | 4     | 0        | 54    | 48       | 2.54     | 1.12    |
| 通算：4年 | 通算：4年 | 85    | 84    | 3     | 2     | 0        | 31    | 29    | 0        | 0           | .517  | 2122  | 512.0    | 495      | 53          | 115      | 2     | 10       | 451      | 6     | 1        | 203   | 190      | 3.34     | 1.19    |

- 2024年度シーズン終了時
- 各年度の太字はリーグ最多

### 年度別守備成績
| 年 度 | 球 団 | 投手  | 投手  | 投手  | 投手  | 投手  | 投手     |
| 年 度 | 球 団 | 試 合 | 刺 殺 | 補 殺 | 失 策 | 併 殺 | 守 備 率 |
| ----- | ----- | ----- | ----- | ----- | ----- | ----- | -------- |
| 2021  | 楽天  | 24    | 3     | 21    | 1     | 0     | .960     |
| 2022  | 楽天  | 19    | 2     | 5     | 2     | 0     | .778     |
| 2023  | 楽天  | 17    | 6     | 14    | 0     | 0     | 1.000    |
| 2024  | 楽天  | 25    | 6     | 15    | 1     | 2     | .955     |
| 通算  | 通算  | 85    | 17    | 55    | 4     | 2     | .947     |

- 2024年度シーズン終了時

### 記録
初記録
投手記録
- 初登板・初先発・初勝利・初先発勝利：2021年3月28日、対北海道日本ハムファイターズ3回戦（楽天生命パーク宮城）、6回無失点8奪三振
- 初奪三振：同上、1回表に西川遥輝から空振り三振
- 初完投・初完投勝利・初完封勝利：2021年5月16日、対オリックス・バファローズ8回戦（京セラドーム大阪）、9回98球3安打無失点[115]

打撃記録
- 初打席：2021年6月6日、対広島東洋カープ3回戦（MAZDA Zoom-Zoom スタジアム広島）、2回表に高橋昂也から三ゴロ
- 初安打：2023年6月17日、対読売ジャイアンツ2回戦（東京ドーム）、5回表にフォスター・グリフィンから一塁内野安打

その他の記録
- 開幕投手：2回（2024年、2025年）
- マダックス（100球未満で完封勝利）：上述のプロ初完封時に達成 ※新人での達成は史上15人目[115]
- 4出塁を許しながら打者27人で完封勝利：2024年8月13日、対オリックス・バファローズ16回戦（京セラドーム大阪）、9回2安打2四球無失点 ※4出塁以上は、2リーグ制以降では史上2人目[92][注 6]

### 背番号
- 21（2021年[20] - ）

### 代表歴
- 第11回 BFA U-18アジア選手権大会
- 2019年 第43回日米大学野球選手権大会 日本代表
- 2023 アジア プロ野球チャンピオンシップ 日本代表
- 2024 WBSCプレミア12 日本代表